# Sune vs Sune
Sune vs Sune är en svensk familjefilm från 2018. Filmen är regisserad av Jon Holmberg, som även skrivit manus tillsammans med Daniella Mendel-Enk. Den är baserad på Sunes universum av Anders Jacobsson och Sören Olsson och är den första filmen i den nya trilogin, med huvudrollen Sune spelad av Elis Gerdt.
Filmen hade premiär i Sverige den 30 november 2018, utgiven av Nordisk Film.

## Handling
När Sune börjar fjärde klass börjar en annan kille vid namn Sune också i samma skolklass, och Sophie verkar intressera sig mer för honom.

## Rollista
| - Elis Gerdt – Sune - Baxter Renman – Håkan - Tea Stjärne – Anna - Fredrik Hallgren – Rudolf - Sissela Benn – Karin - Lily Wahlsteen – Sophie - John Österlund – Nya Sune - Marie Robertson – Gabbi | - Shima Niavarani – Mia - Gunilla Nyroos – Kerstin - Joakim Sikberg – Samvetet - William Spetz – Dan - Sven Björklund – Musikläraren - Pamela Cortes Bruna – Mamma - Anders Eriksson – Bilförsäljaren |

## Övrigt
Den sång som Sune och Sophie sjunger för varandra är låten Två av oss.